# 由布島

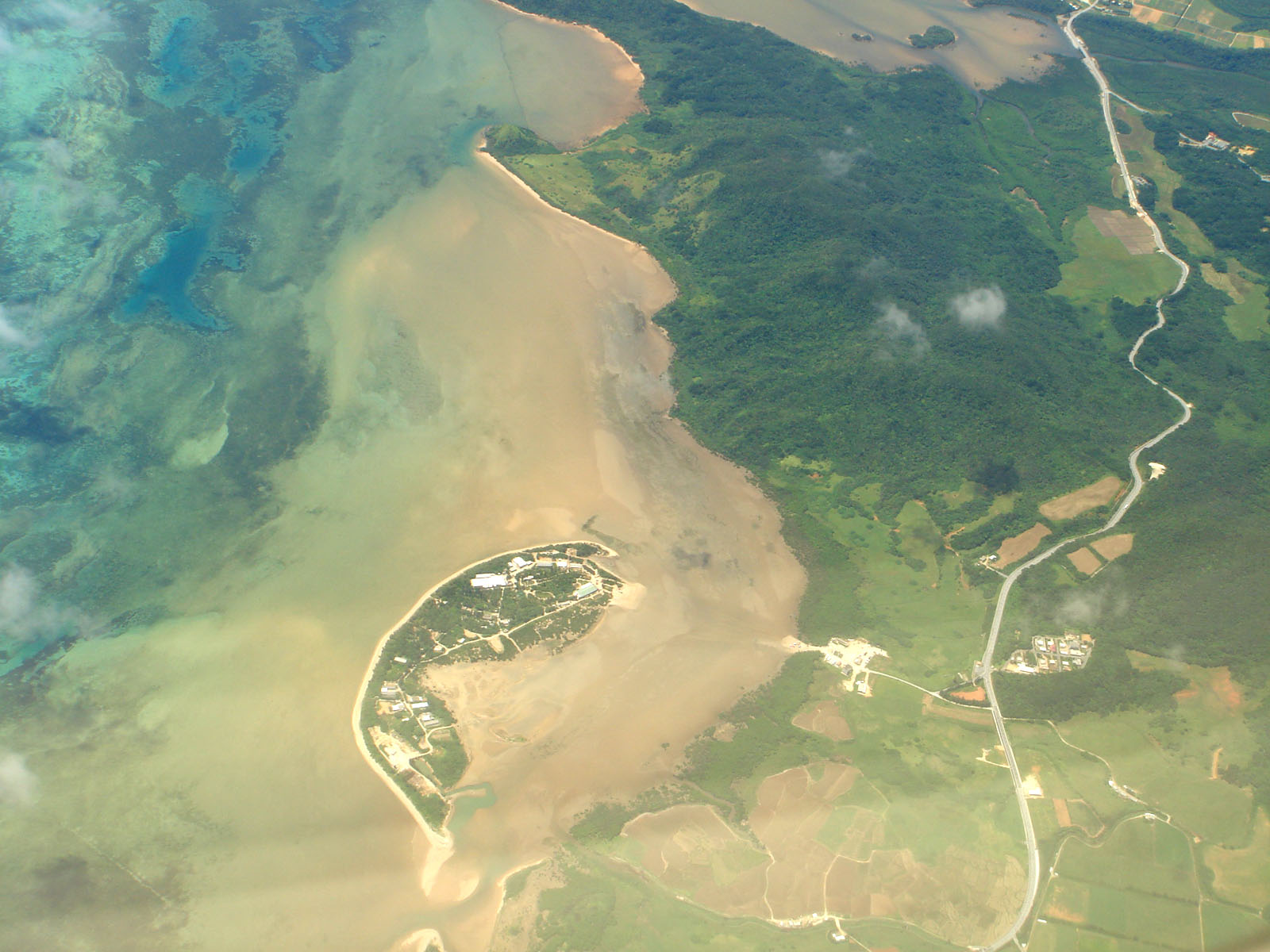
由布島空照圖，中下方為由布島，右側為西表島。

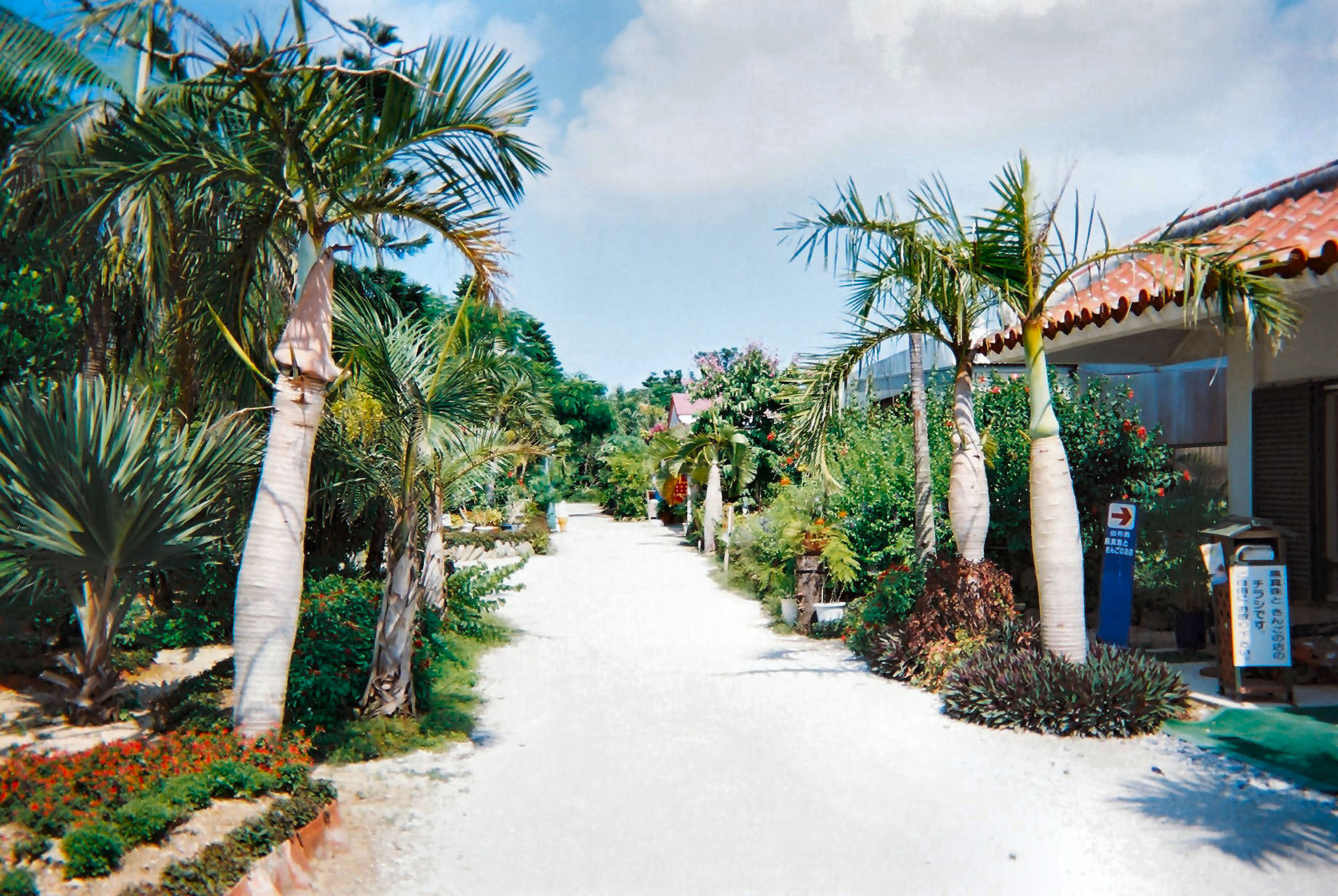
由布島街景

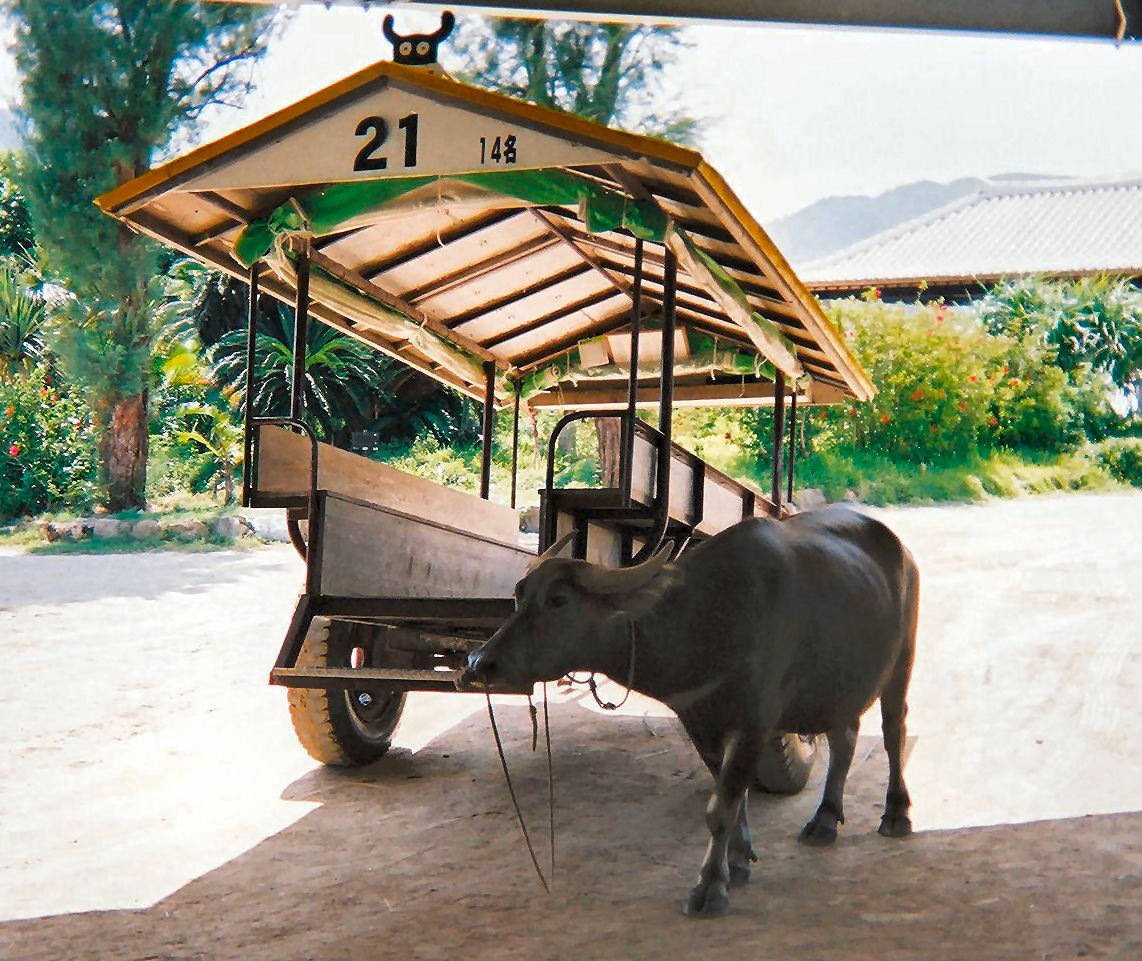
由布島支水牛車

由布島（日语：／ Yubu-jima，琉球語：／ ）位於琉球列島的八重山群島，緊鄰西表島東側，位於西表島及小濱島之間，為海砂堆積所形成的島嶼，島上最高處海拔僅1.5公尺，周長2.15公里。
行政劃分屬於日本沖繩縣八重山郡竹富町，島上大部分區域無人居住，全島居民只有十數人；但白天常有觀光客前來觀光。由布島與西表島之間海的深度，在漲潮時約為一公尺深，平時不到一公尺；因此居民常使用水牛車作為在兩島之間移動的工具，並成為觀光的重要資源。

## 水牛車
負責載運由布島水牛車的水牛，是於1932年從台灣所帶來參予耕作，最初是從台灣帶來一對水牛，公的「大五郎」和母的「花子」，陸續繁衍後成為現在島上約35頭的水牛。這兩隻水牛的名字現在被刻在紀念碑並立於島上，島上也販賣許多水牛相關的紀念品。
水牛從兩歲開始練習拉水牛車，並於三歲左右開始正式加入工作。

## 颱風和西表正治夫婦
最初由布島的居民是從竹富島及黑島所遷移過來，島上多數居民都是在西表島上進行稻田的耕作。不過在1969年的颱風使島上遭到毀滅性的破壞，造成大量島民的死亡，其餘島民也在風災後遷往西表島居住。在島民遷往西表島時，西表正治夫婦卻繼續留在島上，並繼續種植許多植物，為現在由布島上的「亞熱帶自然動植物樂園」。

## 外部連結
- 竹富町公所網頁的由布島介紹
- 由布島熱帶植物樂園
- 沖繩觀光旅行情報（页面存档备份，存于）

24°20′34″N 123°56′1″E / 24.34278°N 123.93361°E